# First Corps (Army of Tennessee)
Het First Corps die eveneens gekend was als Polk's Corps, Cheatham's Corps, of Hardee's Corps, was een korps van het Army of Tennessee tijdens de Amerikaanse Burgeroorlog.

## Formatie
De eenheden van het First Corps werden aangetrokken uit het Departement No. 2 (of Western Departement) van het Confederate States Army. Ze dienden het gebied tussen de Tennessee en de Mississippi te verdedigen. Ook eenheden van het Army of Mississippi werden opgenomen in dit korps.

## Geschiedenis

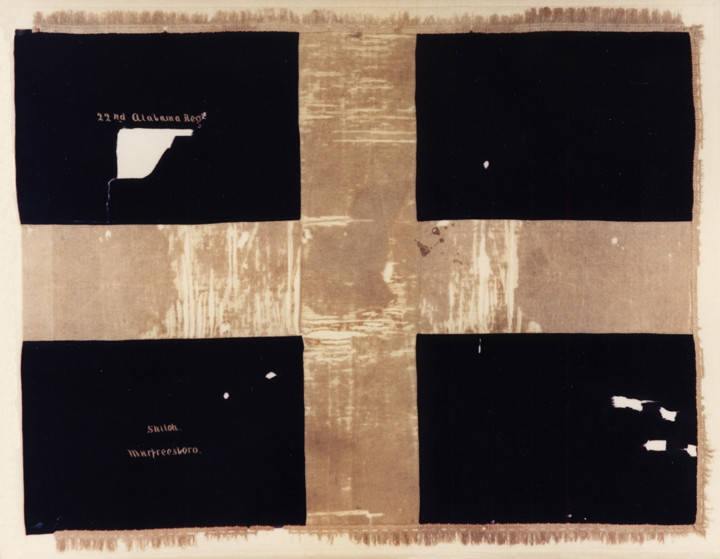
Variant van Polks oorlogsvlag

Luitenant-generaal Leonidas Polk voerde dit korps aan tussen 26 november 1862 en 29 september 1863. Na onenigheid met zijn bevelhebber werd hij ontheven van zijn commando op 29 september en gearresteerd op 23 oktober 1863. Naast de Slag bij Stones River was de Slag bij Chickamauga het belangrijkste wapenfeit van dit korps onder leiding van Polk.
Generaal-majoor Benjamin F. Cheatham voerde het korps vier keer aan tijdens de periodes van 29 september tot 23 oktober 1863, 2 december tot 27 december 1863, 31 augustus tot 2 september 1864 en tussen 28 september 1864 en 23 februari 1865. Deze laatste periode was Cheatham tijdelijk bevelhebber. Ook generaal-majoor Patrick Cleburne had het korps  tijdelijk onder zijn hoede tussen 31 augustus en 1 september 1864.
Ook luitenant-generaal William J. Hardee voerde vier keer het bevel over dit korps. En dit in de periodes van 23 oktober tot 2 december 1863, 27 december 1863 tot 31 augustus 1864, 2 september tot 28 september 1864 en een laatste keer tussen 23 april en 26 april 1865. Op 26 april 1865 gaf het korps samen met het Army of Tennessee zich over aan de Noordelijken.

## Structuur
- Op 31 oktober 1863 werd een deel van het Third Corps toegevoegd.[3]
- Op 4 november 1864 werd het "Reserve Corps" van het leger toegevoegd.
- Op 10 april 1865 werden alle resterende eenheden van Georgia toegevoegd.[4]

## Bevelhebbers

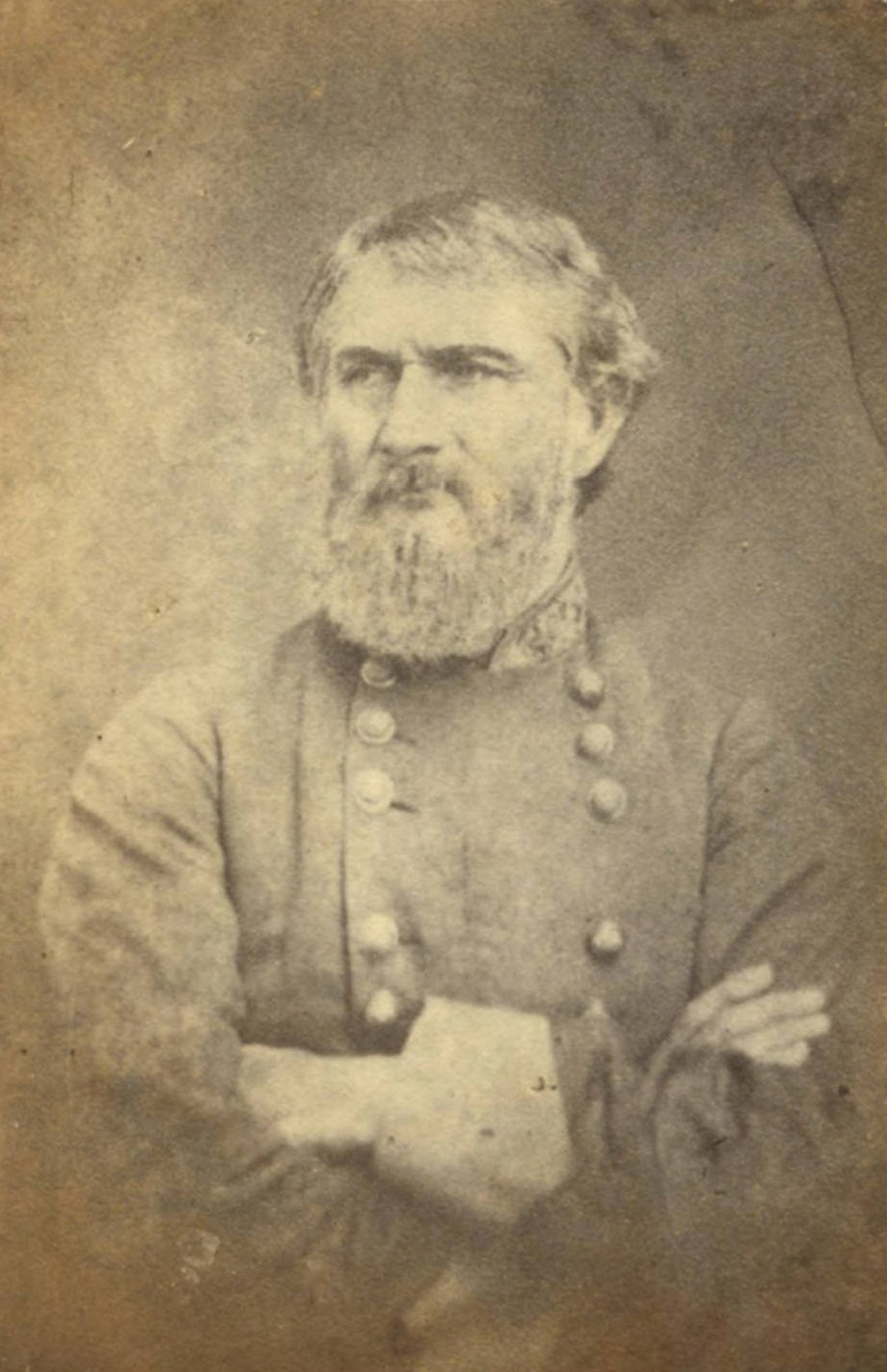
Luitenant-generaal Leonidas Polk
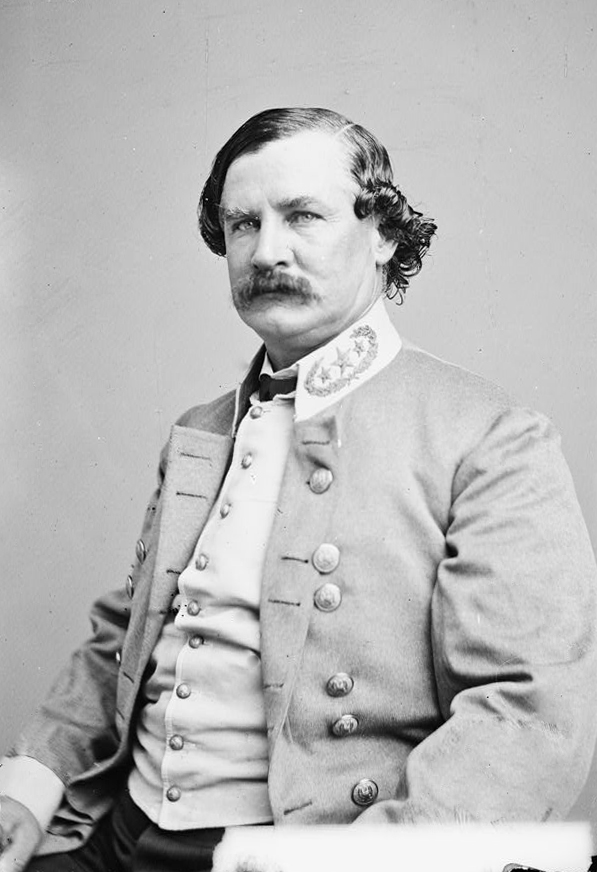
Generaal-majoor Benjamin F. Cheatham
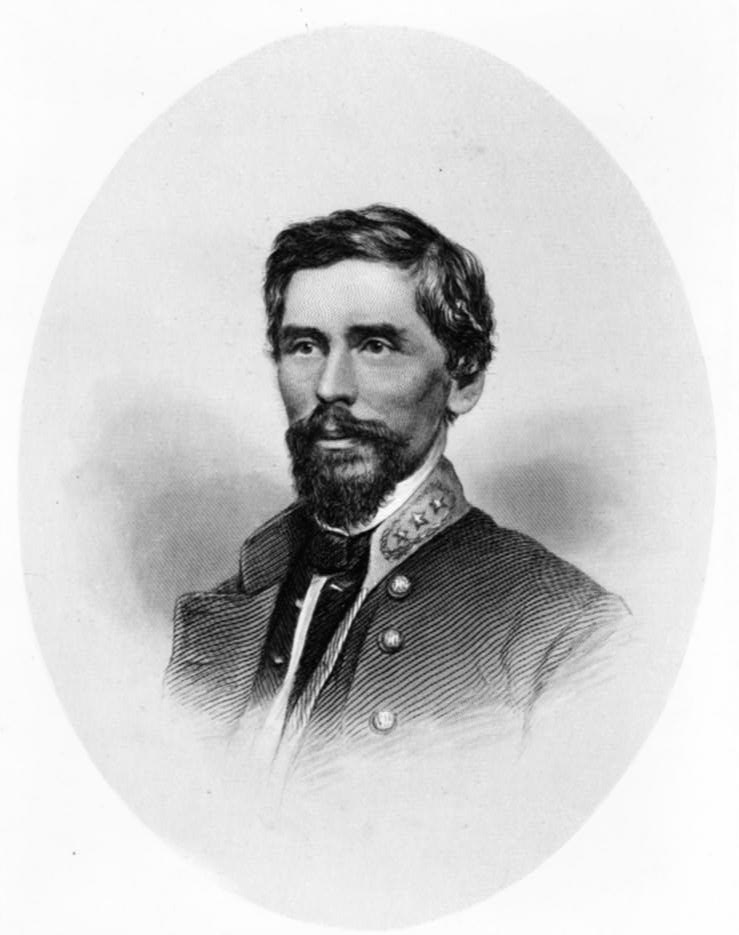
Generaal-majoor Patrick Cleburne
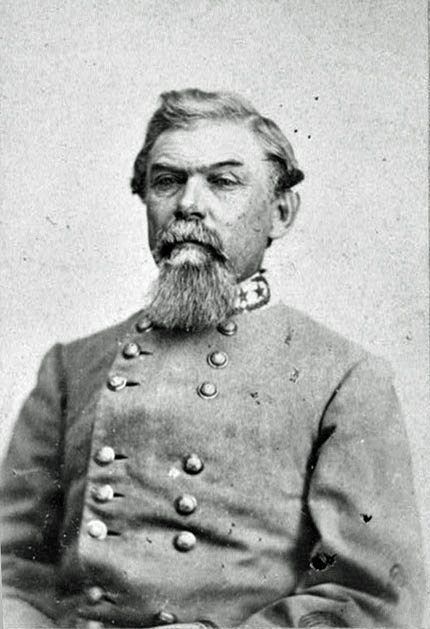
Luitenant-generaal William J. Hardee